# Frank Stangenberg-Haverkamp
Frank Stangenberg-Haverkamp (* 1948 in Dorsten) ist ein deutscher Investmentbanker und Unternehmer.

## Werdegang
Frank Stangenberg-Haverkamp ist der Sohn der Malerin Heidy Stangenberg-Merck und des Musikers und lyrischen Dichters Karl Stangenberg. Nach seinem Abitur in Marienau (1961–1968) leistete er seinen Wehrdienst bei der Luftwaffe und studierte in Freiburg Volkswirtschaftslehre. Dort wurde er in Wirtschaftsgeschichte promoviert. Anschließend arbeitete Stangenberg-Haverkamp als Investmentbanker für die Commerzbank, Barings Bank und Hambros Bank in London. Seit 1984 gehört er dem Gesellschafterrat der E. Merck KG an. 1994 wurde er stellvertretender Vorsitzender dieses Gremiums und 2004 dessen Vorsitzender. Der Gesellschafterrat überwacht die Geschäftsführung der E. Merck KG und der Merck KGaA. Er ist zuständig für die Bestellung und Abberufung der Mitglieder der jeweiligen Geschäftsleitungen und muss bei wesentlichen unternehmerischen Entscheidungen die Zustimmung erteilen. Am 28. Januar 2014 wurde Stangenberg-Haverkamp Vorsitzender des Vorstandes der E. Merck KG. Er ist in dieser Funktion Nachfolger von Jon Baumhauer. Die Position als Vorsitzender des Gesellschafterrates übernahm Johannes Baillou.
Zusammen mit Johannes Baillou ist Frank Stangenberg-Haverkamp der oberste Repräsentant der Unternehmerfamilie Merck. Er ist ein direkter Nachfahre von Emanuel Merck, dem Gründer des Unternehmens Merck und in der elften Generation Nachfahre von Friedrich Jacob Merck.
Einer breiteren Öffentlichkeit wurde Stangenberg-Haverkamp erst 2006, im Rahmen des feindlichen Übernahmeversuches der Schering AG durch Merck, bekannt.
Von Juli 2007 bis zum Januar 2009 war Stangenberg-Haverkamp Mitglied des Aufsichtsrates der M.A.X. Automation. Zuvor war er im Aufsichtsrat der Berliner Elektro Holding AG sowie Vorsitzender des Aufsichtsrates der BE Semiconductor Industries N.V. und Vorsitzender des Aufsichtsrates der Telcab Ltd.
Stangenberg-Haverkamp ist verheiratet.